# Rudolf Nafziger
Rudolf Nafziger (født 11. august 1945, død 13. juli 2008) var en tysk fodboldspiller (angriber).
På klubplan spillede Nafziger for henholdsvis Bayern München og Hannover 96 i hjemlandet, østrigske LASK Linz samt FC St. Gallen i Schweiz. Hos Bayern var han med til at vinde den tyske pokaltitel i henholdsvis 1966 og 1967 samt Pokalvindernes Europa Cup i 1967.
Nafziger spillede desuden én kamp for det vesttyske landshold, en venskabskamp mod Østrig 9. oktober 1965.

## Titler
DFB-Pokal
- 1966 og 1967 med Bayern München

Pokalvindernes Europa Cup
- 1967 med Bayern München

Coupe de Suisse
- 1969 med FC St. Gallen